# Sân bay Haugesund, Karmøy
Sân bay Haugesund, Karmøy (IATA: HAU, ICAO: ENHD) (tiếng Na Uy: Haugesund lufthavn, Karmøy) là sân bay phục vụ thành phố Haugesund ở Na Uy. Sân bay nằm ở phía tây của đảo và đô thị Karmøy, tây nam Haugesund. Sân bay khai trương năm 1975 và vận hành bởi Avinor.
Năm 2007, sân bay đã phục vụ 514.947 lượt khách.

## Các hãng hàng không và tuyến bay
| Hãng hàng không       | Các điểm đến                                                    |
| --------------------- | --------------------------------------------------------------- |
| Norwegian Air Shuttle | Oslo [bắt đầu 19 tháng 8]                                       |
| Ryanair               | Alicante [begins 7 Tháng 7], Bremen, Edinburgh, London-Stansted |
| Scandinavian Airlines | Bergen, Oslo                                                    |